# Na torze
Na torze (ang. Right on Track) – amerykański film oparty na prawdziwych wydarzeniach, należący do kategorii Disney Channel Original Movies.

## Obsada
- Beverley Mitchell - Erica Enders
- Brie Larson - Courtney Enders
- Jon Lindstrom - Gregg Enders
- Jodi Russell - Janet Lee Enders
- Marcus Toji - Randy Jones
- Ruby Chase O’Neil - Erica Enders w wieku 4 lat
- Eric Jacobs -  Bailey Brother
- Briana Shipley - Erica Enders w wieku 8 lat
- Janice Power - Art Teacher
- Stefania Barr - Courtney Enders w wieku 4 lat
- J. Scott Bronson -  Father (jako Scott Bronson)
- Lenny Betancourt - Randy Jones w wieku 9 lat
- Joey Miyashima -  Mr. Jones
- Radley Dutson -  Jordy Knowlton
- William Osborn - Rusty Knowlton